# Свети Димитър (Субашкьой)
„Свети Димитър“ (на гръцки: Αγίου Δημητρίου) е православна църква в сярското село Субашкьой (Нео Сули), Гърция, част от Сярската и Нигритска епархия.

## История
Църквата е разположена в днешния парк в центъра на селото. Според вградената в нея мраморна плоча, по-късно унищожена, църквата е построена в 1880 година, когато игумен на Серския манастир е Теодосий.
| „ | Ο ΟΙΚΟΣ ΟΥΤΟΣ ΕΚ ΘΕΜΕΛΙΩΝ ΕΚΤΙΣΘΗ ΔΙΑ ΔΑΠΑΝΗΣ ΜΕΝ ΗΜΙΣΕΙΑΣ ΤΗΣ ΙΕΡΑΣ ΜΟΝΗΣ ΔΙ ΑΛΛΗΣ ΔΕ ΙΣΗΣ ΔΑΠΑΝΗΣ ΚΑΙ ΠΟΛΛΟΥ ΖΗΛΟΥ ΤΟΥ ΙΕΡΟΜΟΝΑΧΟΥ ΓΕΡΑΣΙΜΟΥ ΣΕΡΡΑΙΟΥ ΚΑΙ ΤΟΥ ΧΑΤΖΗΑΡΣΕΝΙΟΥ ΝΙΓΡΙΤΙΝΟΥ ΤΗ ΕΠΙΜΕΛΕΙΑ ΔΕ ΤΟΥ ΠΡΩΤΟΥ ΩΚΟΔΟΜΗΘΗ ΚΑΙ ΔΙΕΚΟΣΜΗΘΗ ΕΠΙΤΗΔΕΙΩΣ ΕΝ ΕΤΗ 1880 ΕΠΙ ΗΓΟΥΜΕΝΕΙΑΣ ΘΕΟΔΟΣΙΟΥ | “ |

Тъй като според надписа разходите са поети от двама монаси в Серския манастир, вероятно и храмът е бил подчинен на него. Първоначално е гробищна църква, но по-късно гробищата са преместени.
В 1953 година храмът е обновен, но през септември 1997 година изгаря при пожар.
Възстановеният храм е във византийски стил.